# 德海尔家族
德海尔家族（De Geer，荷蘭語發音：[də ˈɣeːr]；瑞典語發音：[dœˈjæːr]，德耶尔）也被称作德海尔·范尤特法斯家族（De Geer van Jutphaas）或德海尔·范奥德海恩家族（De Geer van Oudegein），是歐洲一个实业家族，源自瓦隆人，属于瑞典和荷兰贵族。